# Люцерна крейдяна
Люцерна крейдяна (Medicago cretacea) — вид квіткових рослин з родини бобових (Fabaceae).

## Поширення
Росте в Україні (Крим) і Росії (Краснодарський регіон). Населяє відкладення крейди та вапна в нижніх гірських зонах на сухих вапнякових ґрунтах; вид дуже обмежений екологічними умовами.

## Використання
M. cretacea є потенційним донором генів для культивованої люцерни M. sativa ssp. sativa.